# Cerambyx paludivagus
Cerambyx paludivagus ist eine Art der Bockkäfer, nahe verwandt zum Kleinen Eichenbock (Cerambyx scopolii) und bis 2008 meist als Varietät oder Unterart von diesem aufgefasst. Der Käfer ist ein Endemit Nordafrikas (Algerien und Tunesien).

## Beschreibung
Der Käfer erreicht eine Körperlänge von 18 bis 28 Millimeter. Er besitzt die typische Körpergestalt der (Unter-)Gattung: Ein großer, einfarbig schwarz gefärbter Bockkäfer mit kräftigen langen Beinen und Antennen mit auffällig quer gerunzeltem Pronotum, das jederseits einen spitzen Dorn trägt. Das zweite Fühlerglied ist kurz, die Fühler auch beim Männchen kürzer als der Körper. Er kann anhand folgender Merkmale von Cerambyx scopolii unterschieden werden: Das Pronotum und die Basalhälfte der Elytren sind bedeckt von langen, aufgerichteten gelb-grünlichen Haarborsten (Setae), die Setae auf der Oberseite der Hinterschenkel sind goldfarben (nicht grau), auf der Unterseite sind diese sehr dicht wollig behaart mit einzelnen längeren Haaren.

## Funde
Cerambyx paludivagus kommt nur in Nordafrika vor; frühere Angaben auch für andere Regionen, wie etwa Spanien, sind irrtümlich. Seine Verbreitung ist vikariierend mit Cerambyx scopolii und schließt südlich an dessen Verbreitungsgebiet an. Fundabgaben gibt es für die küstennahen Bergregionen nahe der nordafrikanischen Mittelmeerküste in Algerien und Tunesien, etwa von Oran im Westen bis zur Halbinsel Kap Bon im Osten. André Villiers gibt 1946 u. a. Funde für Aïn Draham in Tunesien, Yakouren, Aokas, bei El Kala, am Lac Tonga (Typuslokalität), am Djebel Edough und bei Annaba in Algerien an.
Die Art lebt in den Eichenwäldern des Berglands. Es liegen vor allem ältere Funde vor, die aktuelle Verbreitung ist unbekannt. In der regionalen Roten Liste der an Totholz gebundenen (saproxylen) Käferarten der Mittelmeerregion wurde er daher in die Kategorie „data deficient“ eingeordnet, diese Einstufung wurde in die globale Rote Liste der IUCN übernommen (dort mit Verbreitungskarte).

## Taxonomie und Systematik
Die Art wurde von dem französischen Entomologen Pierre Hippolyte Lucas 1842 in seinem Werk Aperçu des espèces nouvelles d’insectes qui se trouvent dans nos possessions françaises du nord de l’Afrique., als Hamaticherus paludivagus erstbeschrieben, dann von ihm selbst zwei Jahre später zu einer Varietät von Cerambyx cerdo (Scopoli, nec Linnaeus, heute Cerambyx scopolii) herabgestuft. Spätere Koleopterologen betrachteten sie als Varietät, als Unterart (André Villiers 1946) oder sogar nur als Aberration (Nicolaus Nicolaevitch Plavilstshikov 1931) von diesem. Der italienische Zoologe Gianfranco Sama stufte ihn 2008 erneut als valide Art ein; diese Auffassung hat sich durchgesetzt und wurde so u. a. in den Catalogue of Palaearctic Coleoptera (Stand: 2019) übernommen.